# Rallye Dakar 1994

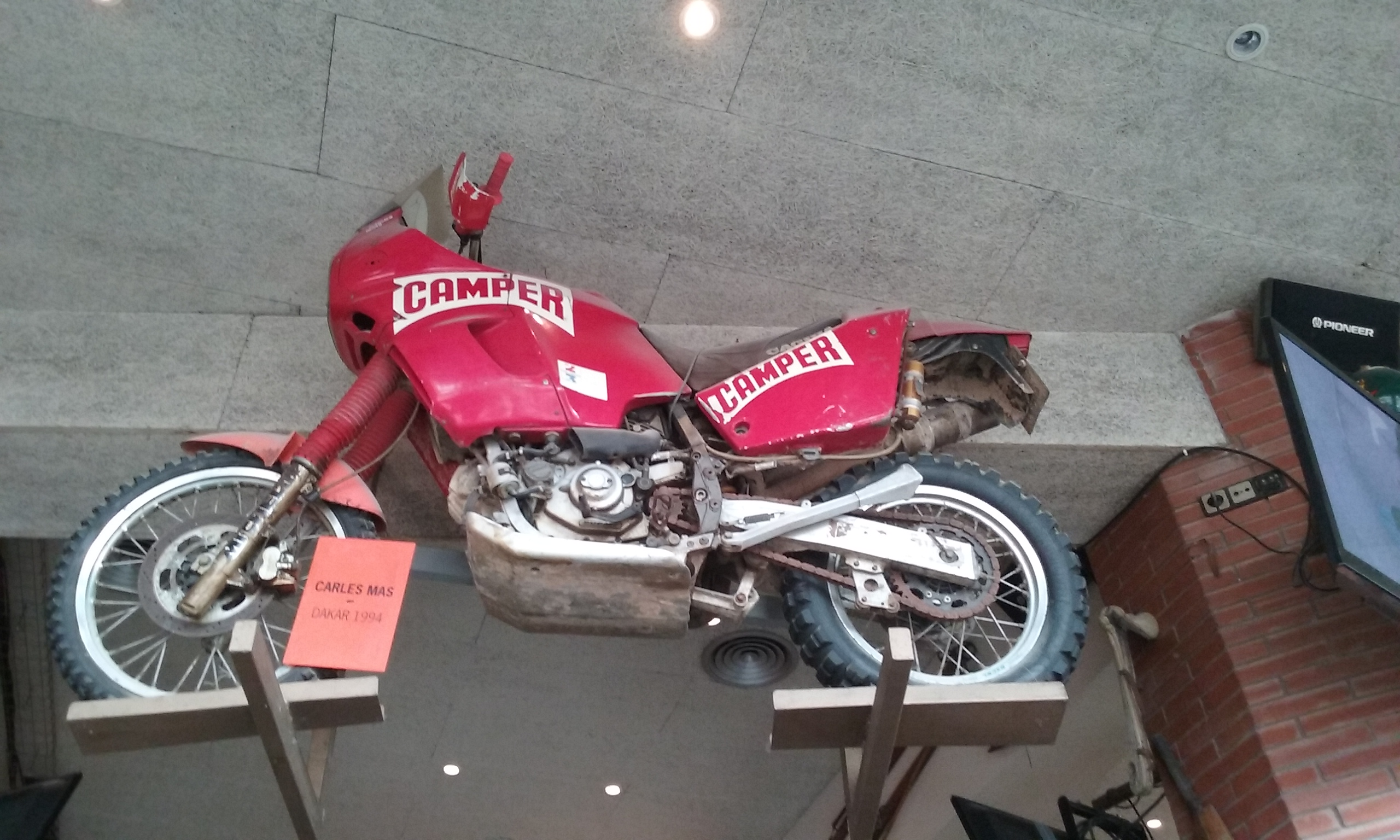
Cagiva des spanischen Teilnehmers #108 Carlos Mas

Die Rallye Dakar 1994 (Paris-Dakar-Paris) war die 16. Ausgabe der Rallye Dakar. Sie begann am 28. Dezember 1993 in Paris und endete am 16. Januar 1994 im Disneyland Paris. Dakar war in diesem Jahr nur eine Zwischenstation.
Die Strecke führte über 13.379 km (davon 4.446 Wertungskilometer) durch Frankreich, Marokko, Mauretanien, Senegal und zurück zusätzlich über Spanien nach Frankreich.
An der Rallye nahmen insgesamt 220 Teilnehmer – 96 Autos, 96 Motorräder und 28 LKW teil.

## Endwertung

### PKW
|    | Fahrer             | Fahrzeug     |
| -- | ------------------ | ------------ |
| 1. | Pierre Lartigue    | Citroën      |
| 2. | Hubert Auriol      | Citroën      |
| 3. | Philippe Wambergue | Bourgo Buggy |

### LKW
|    | Fahrer             | Fahrzeug     |
| -- | ------------------ | ------------ |
| 1. | Karel Loprais      | Tatra 815    |
| 2. | Yoshimasa Sugawara | Hino Jidōsha |
| 3. | Jacques Marvy      | Perlini      |

### Motorräder
|    | Fahrer         | Fahrzeug |
| -- | -------------- | -------- |
| 1. | Edi Orioli     | Cagiva   |
| 2. | Jordi Arcarons | Cagiva   |
| 3. | Fabrizio Meoni | Honda    |